# Basílica da Assunção de Nossa Senhora (Maastricht)

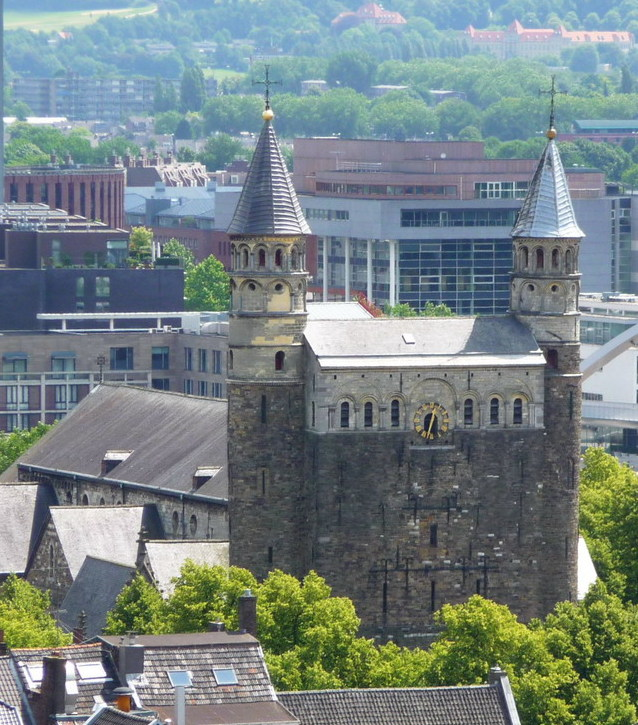
A basílica na praça dee Notre-Dame

A Basílica de Nossa Senhora (em neerlandês:  Basiliek van Onze-Lieve-Vrouw-Tenhemelopneming) é uma igreja de estilo românico erguida no centro histórico de Maastricht, na Holanda. A igreja é dedicada a Nossa Senhora da Assunção (Onze-Lieve-Vrouw-Tenhemelopneming) e é uma igreja paroquial católica da Diocese de Roermond. A igreja é muitas vezes conhecida como a "Estrela do Mar" (holandês: Sterre der Zee), devido à devoção principal da igreja, Nossa Senhora, Estrela do Mar.
A igreja foi elevada à faixa de basílica menor pelo papa Pio XI em 20 de fevereiro de 1933.